# Donéts (Járkov)
Donéts (en ucraniano: Донець) es un pueblo ucraniano perteneciente al óblast de Járkov. Situado en el noreste del país, es parte del raión de Izium y centro del municipio (hromada) homónimo.

## Toponimia
El nombre del asentamiento en otros idiomas de importancia local es Donéts (en ruso: Донец). El nombre del lugar fue Chervoni Donéts (en ucraniano: Червоний Донець, lit. 'Donéts rojo'; en ruso: Червоный Донец) hasta mayo de 2016, renombrado según las leyes de descomunización de Ucrania.

## Geografía
Donets se encuentra en la orilla derecha del río Donets, frente a Andrivka, 30 km al noroeste de Balaklia y 70 kilómetros al sureste de Járkov.  

## Historia
Donéts fue fundado en 1924 y recibió el estatus de asentamiento de tipo urbano en 1959. En 1956 comienzo de la construcción del asentamiento de trabajadores del gas y perforadores de Chervoni Donéts después del descubrimiento del yacimiento de gas de Shebelinka.
Hasta el 18 de julio de 2020, Donéts fue parte del raión de Balaklia. El raión se abolió en julio de 2020 como parte de la reforma administrativa de Ucrania, que redujo el número de rayones del óblast de Járkiv a siete. El área del raión de Balaklia se fusionó con raión de Izium.En 2023, Donéts perdió el estatus de asentamiento de tipo urbano debido a la eliminación de este estatus administrativo.
En la invasión rusa de Ucrania, el 9 de marzo de 2022 tuvo lugar un combate entre las tropas ucranianas y rusas en las que el ejército ruso fue derrotado.

## Demografía
La evolución de la población de Donéts entre 1959 y 2022 fue la siguiente:
| 2366                                                          | 7793 | 9653 | 9707 | 8997 | 8893 | 8450 |
| (Fuente: Cities & Towns of Ukraine y UKRAINE: Größere Städte) |      |      |      |      |      |      |

Según el censo de 2001, la lengua materna de la mayoría de los habitantes, el 50,41%, es el ruso; del 49,35%, el ucraniano.

## Infraestructura

### Transporte
Donéts tiene acceso por un puente a la autopista R78 que conecta Járkov y Balaklia, y también está conectado por carretera con Pervomaiski.

## Personas ilustres
- Olga Sliúsareva (1969): deportista rusa que compitió en ciclismo en las modalidades de pista, campeona olímpica en puntuación en Atenas 2004.